# Chim thiên đường lam
Chim thiên đường lam (danh pháp khoa học: Paradisaea rudolphi) là một loài thuộc họ chim thiên đường đen, có kích thước cơ thể trung bình, chỉ dài khoảng 30 cm. Mỏ chim màu trắng ánh lam; mống mắt (tròng đen) màu nâu đậm, chân xám, vành khuyên mắt màu trắng đứt quãng, cánh lam nhạt. Con trống được tô điểm bằng những chiếc lông màu lam tím và nâu quế ở hông, cùng hai chiếc lông đuôi giống ruy-băng rất mảnh và dài. Con mái có phần lông phía dưới màu nâu hạt dẻ.
Chim thiên đường lam là đặc hữu của Papua New Guinea. Nó phân bố ở vùng rừng phía đông-nam đảo New Guinea.
Một con chim trống ghép đôi với nhiều con mái và có các nghi thức ve vãn bạn tình rất cầu kì. Nhưng khác với tất cả các loài khác thuộc chi Paradisaea, chỉ con này múa một mình, còn con mái đứng im bên cạnh. Trong tiết mục ve vãn do con trống trình bày, nó sẽ đu vào cành cây và treo ngược thân. Ở ngay ức là một oval màu đen có dãy rìa màu đỏ, lan rộng nhịp nhàng theo giọng hót để thu hút bạn tình. Cái lông đuôi màu xanh tím xoè như nan quạt; đồng thời nó lắc lư cơ thể liên hồi và uốn cong hai cái lông đuôi ruy-băng. Trong suốt quá trình, nó hót rất khẽ trên nền khè-khè (cũng do nó tạo ra).
Năm 1884, Carl Hunstein phát hiện ra loài chim thiên đường lam. Giới khoa học đặt tên loài là Paradisaea rudolphi để tưởng nhớ Thái tử Rudolf yểu mệnh của Áo. Các nhà điểu học đều cho rằng đây là loài đáng yêu nhất trong tất cả các loài.
Vì môi trường sống liên tục biến đổi, khu vực sống và số lượng loài nhỏ, nạn săn bắt tiếp diễn, nên chim thiên đường lam được xếp loại Dễ thương tổn theo Sách đỏ IUCN. Nó cũng nằm trong Phụ lục II của CITES.